# Bertelsmann Music Group
Bertelsmann Music Group (BMG) was een Duits mediabedrijf, oorspronkelijk een dochterbedrijf van Bertelsmann. Op 1 oktober 2008 werd BMG overgenomen door Sony Music Entertainment, waarna BMG als zelfstandig bedrijf werd opgeheven.

## Geschiedenis
Bertelsmann Music Group werd in 1985 opgericht als RCA/Ariola International, een joint venture tussen RCA Records van RCA en Ariola Records van Bertelsmann, inclusief diens andere labels als Arista Records. In 1987 werd de bedrijfsnaam gewijzigd in Bertelsmann Music Group (BMG). Ook BMG Music Publishing, toentertijd de derde grootste muziekuitgeverij ter wereld, werd onderdeel van het nieuwe bedrijf.
In 1994 nam BMG Italiaanse muziekuitgever Casa Ricordi over, een bedrijf dat sinds de oprichting in 1808 zelfstandig was gebleven. In maart 1998 verkocht BMG videogame-uitgever BMG Interactive aan Take-Two Interactive. Bertelsmann kreeg in ruil daarvoor 16 procent van de aandelen in Take-Two. BMG Interactive was onder meer bekend van de Grand Theft Auto-spellen.
In augustus 2004 kwam een joint venture tussen Sony en Bertelsmann tot stand, waarna beide muziekafdelingen werden samengevoegd. Sony had op dat moment een wereldwijd marktaandeel van 21,5% op de muziekmarkt. Op 27 maart 2006 berichtte de New York Times dat het financieel minder goed ging met Bertelsmann en dat beide bedrijven in gesprek waren over een volledige overname door Sony. In 2008 verkocht Bertelsmann alle 50% van de aandelen in Sony BMG aan Sony Corporation of America, voor een totaalbedrag van 1,5 miljard dollar. Sony besloot daarop de naam Bertelsmann Music Group officieel te veranderen in Sony Music Entertainment Inc..
Bertelsmann bleef wel actief in de muziekindustrie, maar dan op andere gebieden. Zo richtte Bertelsmann BMG Rights Management op, een bedrijf dat zich specialiseert muziekrechten, vooral op de Europese markt. Reden voor oprichting was dat BMG bepaalde Europese muziekcatalogi niet wilde overdragen aan Sony.
BMG Japan bleef in eerste instantie een zelfstandig bedrijf. Begin 2009 werd BMG Japan alsnog door Sony overgenomen, maar dan door Sony Music Entertainment Japan. Later dat jaar werd het bedrijf onderdeel van Sony Music Japan.

## Voormalige dochterbedrijven
Hieronder een lijst met voormalige dochterbedrijven van BMG (de meeste thans in handen van Sony Music Entertainment):
- Ariola Records
- Amiga
- RCA Music Group
  - RCA Records
    - RCA Victor Group
      - The Windham Hill Group
      - Bluebird Records

  - Arista Records
  - J Records
    - Full Surface Records
    - US Records
- Arista Nashville
- RCA Nashville
- BNA Records
- BMG Kidz
- Zomba Music Group
  - Battery Records
  - Epidemic Records
  - LaFace Records
  - Jive Records
  - Music for Nations Records
  - Multitone Records
  - Pinnacle Records
  - Scotti Brothers Records
  - Silvertone Records
  - Verity Records
  - Volcano Entertainment
  - Zoo Entertainment
  - X-Cell Records

## BMG Music Publishing
BMG Music Publishing (voorafgaand aan de overname door BMG bekend als RCA Music Publishing) werd niet overgenomen door Sony, maar verkocht aan Universal Music Group voor een bedrag van €1,63 miljard euro. Dit was reeds in 2007 gebeurd. Vervolgens integreerde Universal het bedrijf in Universal Music Publishing Group en stopte met het gebruik van de naam BMG.

## Kritiek
Tussen 1995 en 2000 werd bekend dat diverse mediabedrijven, waaronder BMG, illegale marketingtactieken toepasten om de prijzen van cd's kunstmatig te verhogen. Dit leidde onder meer tot een prijzenoorlog tussen Best Buy en Target aan het begin van de jaren 90.
In 2002 werd een schikking getroffen tussen Sony Music, Warner Music, Bertelsmann Music Group, EMI Music en Universal Music. De schikking betrof een boetebedrag van 67,4 miljoen dollar en 75,7 miljoen dollar aan cd's voor non-profitorganisaties. Er werd geschat dat klanten in totaal zo'n 500 miljoen dollar en per album 5 dollar te veel hadden betaald.
- Biblioteca Nacional de España: XX5207118
- Bibliothèque nationale de France: cb14445569s (data)
- MusicBrainz: 29d7c88f-5200-4418-a683-5c94ea032e38
- Virtual International Authority File: 160807391